# Vocaloid
Вокалоїд (англ. Vocaloid) — програмне забезпечення фірми Yamaha Corporation, що імітує голос людини під час співу на основі заданої мелодії і тексту. Частина з обробки сигналів була розроблена в рамках спільного дослідницького проєкту, над яким працював Кенмочі Хідекі в університеті Помпеу Фабра в місті Барселона, Іспанія у 2000 році, і ця робота початково не мала наміру бути повноцінним комерційним проєктом. За підтримки корпорації Yamaha, було створено програмне забезпечення, що набуло розвитку як комерційний продукт, що отримав назву «Vocaloid» і був випущений 2004 року.
Продукт використовує технологію повного синтезу мови за правилами з використанням попередньо запам'ятовуваних відрізків природної мови. Включає в себе редактор для роботи з текстом і мелодією, синтезатор співаючого голосу і бібліотеки виконавців, також званих вокалоїд. При створенні таких бібліотек використовується голос співака-людини, який розбивається на невеликі фрагменти, обробляється і записується в базу даних. Існують тестові зразки співу, що показують подібності та відмінності між вихідним людським голосом і відповідним йому синтезованим голосом вокалоїд. При роботі з програмою користувач вводить мелодію нового твору, вказує для кожної ноти відповідну фонему тексту пісні, після чого Vocaloid, використовуючи обрану бібліотеку виконавця, синтезує спів. Передбачена можливість зміни тембру, швидкості, частот, накладення різних ефектів.